# مشک‌آباد (سلطانیه)
مشک‌آباد، روستایی از توابع بخش مرکزی شهرستان سلطانیه در استان زنجان ایران است.

## جمعیت
این روستا در دهستان سلطانیه قرار دارد و براساس سرشماری مرکز آمار ایران در سال ۱۳۸۵، جمعیت آن ۴۰۷ نفر (۱۰۳خانوار) بوده‌است.